# STS-124
STS-124 (Space Transportation System-124) var rumfærgen Discoverys 35. rumfærgeflyvning der blev opsendt d. 31. maj 2008 kl. 23.02 og vendte tilbage 14. juni 2008 kl. 17.16 dansk tid.
Hovedformålet med missionen var at rumfærgen medbragte det bemandede modul til det japanske rumlaboratorium Kibō (JPM – Japanese Pressurized Module) til Den Internationale Rumstation.
Tre rumvandringer blev udført til udbygning af rumstationen med rumlaboratoriet Kibō og vedligehold af rumstationen.

## Besætning
- Mark Kelly (kaptajn)
- Kenneth Ham (pilot)
- Karen Nyberg (1. missionsspecialist)
- Ronald Garan (2. missionsspecialist)
- Michael Fossum (3. missionsspecialist)
- Akihiko Hoshide (JAXA) (4. missionsspecialist)

For astronauterne om bord undtagen kaptajnen og Michael Fossum var det første tur i rummet.
Opsendes:
- Gregory Chamitoff ISS-ekspedition 17

Hjemflyvning:
- Garrett Reisman ISS-ekspedition 16/17

## Missionen[1]
Kibō-modulet (JPM) er den største last der endnu er opsendt til rumstationen. Rumfærgens robotarm Orbiter Boom Sensor System (OBSS) blev afmonteret under sidste mission STS-123 og efterladt på Den Internationale Rumstation (ISS), for at få plads til modulet på rumfærgen.
To dage før opsendelsen ændres lasten pga. problemer med rumstationens toilet i Zvezdamodulet – flere forsøg på at reparere toilettet er mislykkedes og NASA har valgt at sende reservedele til toilettet med STS-124. For at få plads til reservedelene er andre dele taget ud af den samlede last. Der er et nødtoilet i Sojuz TMA-12 tilkoblet rumstationen, men det har kapacitetsproblemer, så astronauterne må forrette deres nødtørft i plastposer .

### Opsendelsen 31. maj
Rumfærgen blev afsendt, præcis på det planlagte tidspunkt kl. 23.02 dansk tid, fra Kennedy Space Center i Florida.
Der blev observeret nedfalden skumplast fra den eksterne tank. Nedfald har på tidligere missioner gjort skade på rumfærgens varmeskjold, det mest alvorlige tilfælde var ved rumfærgens Columbias forlis. Med fraværet af rumfærgens robotarm (OBSS) kan der ikke laves en grundig undersøgelse af færgens yderside der normalt bliver udført på missions anden dag. NASA påpeger at nedfaldstidspunktet spiller en rolle for hastigheden af nedfaldet, og at det denne gang kom på så et sent tidspunkt at hastigheden var så lav at det næppe udgør en risiko .
NASA meddeler at affyringsrampen tog skade kort efter opsendelsen, det er uklart hvordan skaden er sket, en undersøgelse er sat i gang for at undersøge årsagen  .
En reserve enhed for styring af rumfærgens venstre raketmotor Orbiter Maneuvering System(OMS) holdt op med at fungere 27 minutter efter opsendelsen, NASA meddeler at det ikke har nogen betydning , men vil lave yderligere undersøgelser.

### 1. juni missionens 2. dag
Besætningen undersøger rumfærgen for skader med Shuttle Remote Manipulator System(SRMS), check af rumdragter, forberedelse til næste dags sammenkobling med rumstationen og interview direkte fra rumfærgen  .
Johnson Space kontrolcenter undersøger desuden problemet med Orbiter Maneuvering System(OMS) nærmere.

### 2. juni missionens 3. dag
Fotografering af rumfærgens varmeskjold og Orbiter Maneuvering System(OMS). Sammenkobling mellem Den Internationale Rumstation og rumfærgen.
Som en del af forberedelserne til rumvandringer overnatter de astronauter der skal udføre rumvandring i en luftsluse med 100% oxygen (ren ilt). For undgå trykfaldssyge er blodet renset for nitrogen efter en nat i luftslusen.

### 3. juni missionens 4. dag – Missionens 1. rumvandring
Missionens 1. rumvandring blev fuldført af Michael Fossum og Ronald Garan på 6 timer og 48 minutter. De klargjorde Kibō JPM (Japanese Pressurized Module) til sammensætning med rumstationen. De satte Orbiter Boom Sensor System (OBSS) tilbage på rumfærgen så den er klar til en undersøgelse af rumfærgens kakler i løbet af missionen. En mulig defekt på den ene Solar Alpha Rotary Joint(SARJ) blev undersøgt for om denne kunne renses for snavs. Karen Nyberg og Akihiko Hoshide styrede en robotarm indefra ISS til at flytte det 11,2 m Kibō-modul fra rumfærgens lastrum til rumstationen, de koblede Kibō-modulet til rumstationens Harmony-modul og planen er at lugen til Kibō skal åbnes på missionens 5. dag .

### 4. juni missionens 5. dag
ISS besætningsmedlem Oleg Kononenko reparerede det problematiske rum-toilet med succes, der blev udført vedligeholdelse af carbon dioxide removal assembly et anlæg renser luften på rumstationen for CO2. Lugen til Kibō-modulet blev åbent efter check for utætheder. Michael Fossum og Ronald Garan begyndte forberedelserne til missionens 2. rumvandring på missionens 6. dag. Ronald Garan havde haft nogle problemer med rumhjelmen på den 1. rumvandring og det blev diskuteret om denne skulle udskiftes, han valgte forsat at benytte samme hjelm, selvom den gav gener .

### 5. juni missionens 6. dag – Missionens 2. rumvandring
Missionens 2. rumvandring blev fuldført af Michael Fossum og Ronald Garan på 7 timer og 11 minutter.
Tre tv kameraer blev sat på ydersiden af Kibō JPM. Kibō-modulerne forberdtes til at Japanese Logistic Module(JPL) flyttes til Kibō JPM med robotarm fra ISS dagen efter rumvandringen. Kibōs robotarm blev klargjort til brug på missionens 7. dag og strømforsyningen til Kibō blev tilsluttet.
Derudover udførte de vedligeholdelse af rumstationen; klargøring af en nitrogen-tank til udskiftning på missionens 3. rumvandring, et nedslidt tv kamera blev fjernet fra ISS for at installere et nyt på missionens 3. rumvandring, til sidst blev den ene Solar Alpha Rotary Joint(SARJ) undersøgt og fotograferet da astronauterne fandt noget der lignede "fedt", "fedtet" blev også observeret på 1. rumvandring.

### 6. juni missionens 7. dag
Karen Nyberg og Greg Chamitoff flyttede Kibō Japanese Logistic Module(JLM) på plads oven på Kibō Japanese Pressurized Module(JPM) med rumfærgens robotarm, efterfulgt af check for utætheder.
Kontrolcenteret meddelte at "fedtet" på den ene Solar Alpha Rotary Joint(SARJ) skal undersøges nærmere på missionens 3. rumvandring.
Dagen sluttede med direkte interview fra rumstationen via satellit.

### 7. juni missionens 8. dag
Akihiko Hoshide og Karen Nyberg afprøvede Kibōs robotarm der virkede som den skulle. Michael Fossum og Ronald Garan forberedte sig til missionens 3. rumvandring på missionens 9. dag. Endnu et direkte interview fra rumstationen via satellit med særlig stor opmærksomhed fra Japan på Akihiko Hoshide. Akihiko Hoshide og Mark Kelly talte (via satellit) blandt andet med den japanske premierminister Yasuo Fukuda .

### 8. juni missionens 9. dag – Missionens 3. rumvandring
Missionens 3. rumvandring blev fuldført af Michael Fossum og Ronald Garan på 6 timer og 33 minutter. De udskiftede en nitrogen tank, genopsatte er repareret tv kamera og indsamlede nogle prøver der skal analyseres på Jorden.
Karen Nyberg benyttede en robotarm, indefra rumstationen, til at transportere en rumvandrer med nitrogen tanken fra den ene ende af rumstationen til den anden.
Solcellepanelernes led Solar Alpha Rotary Joint, sørger for at panelerne kan rotere og have front mod solen. Herfra blev der taget en prøve af noget, det er ikke helt klart om der er "fedt", "snavs" eller en slags rumaffald .

### 9. juni missionens 10. dag
Karen Nyberg og Akihiko Hoshide arbejdede med sidste opsætning af Kibōs robortarm, derefter satte de den låst position. De åbnede lugen til Japanese Logistic Module(JLM) så modulet kan benyttes til opbevaring.
Mark Kelly og Mike Fossum udskiftede udstyr til genopladning af batterier inde i rumstationens luftsluse.
Garrett Reisman gav de sidste instruktioner til Greg Chamitoff om arbejdet på rumstationen. Chamitoff afløser Reisman som besætningsmedlem på Den Internationale Rumstation, Reisman rejser med rumfærgen tilbage til Jorden.
Nedpakning, lastning og anden klargøring af rumfærgen der skal være klar til afgang d. 11. juni var også en af dagens aktiviteter.
Samtlige besætningsmedlemmer deltog i endnu et direkte interview via satellit fra rumstationen.

### 10. juni missionens 11. dag
Besætningen forsatte med klargøring af rumfærgen, noget af dagen var hviledag, der dog afholdt endnu et direkte interview via satellit. Der blev afholdt en afskeds-ceremoni inden STS-124 besætningen gik om bord på rumfærgen for at overnatte der. Lugen mellem rumfærgen og rumstationen forsegles, forberedelser til landing er igangsat mellem besætningen og kontrolcenteret i Houston.

### 11. juni missionens 12. dag
Rumfærgen Discovery blev frakoblet rumstationen ISS klokken 13:42 dansk sommertid.
STS-124 besætningen foretog undersøgelser af rumfærgens varmeskjold og de observerede en genstand i nærheden af fartøjets agterende. Genstanden har tilsyneladende ramt rumfærgen eftersom besætningen hørte et "bump", NASA undersøger omstændighederne.

### 12. juni missionens 13. dag
Genstanden er blevet identificeret som en af tre 30 cm lange metalklemmer, der beskytter det kombinerede sideror og luftbremse under opsendelsen. Rumfærgen har tabt disse klemmer på flere tidligere missioner bl.a. STS-1 i 1981 .
Besætningen fik en delvis hviledag  .

### 13. juni missionens 14. dag
NASA ledelse (mission mangement) mener ikke der er problemer med at lade rumfærgen lande som planlagt og har givet tilladelse til at lande, medmindre vejret er en hindring. Besætningen og kontrolcenteret i Houston forbereder til landing .

### 14. juni missionens 15. dag – Landing
Besætningen og kontrolcenteret i Houston fortsatte forberedelserne til landingen, Discovery landede uden problemer på Kennedy Space Center kl. 17.16 dansk tid .

## Galleri
- Rumstationens defekte toilet
- NASA Administrator Michael Griffin ser opsendelsen af Discovery
- Affyringsrampe under opsendelsen
- Affyringsrampe efter opsendelsen
- NASA nyhedskonference
- Kibō indenfor
- Kibō Japanese Pressurized Module(JPM) i forgrunden og Japanese Logistics Module(JLM) øverst til højre
- Besætningen STS-124 og ISS Ekspedition 17.

Hovedartikler: